# Laboratoire de chimie
Pour les articles homonymes, voir Laboratoire.
Un laboratoire de chimie est un local équipé de divers instruments de mesure où sont réalisées des expériences, des synthèses de composés chimiques (synthèses organiques ou inorganiques), des analyses chimiques ou biologiques et des mesures physiques. C'est un cas particulier de laboratoire de recherche. Jusqu'au XIXe siècle, le terme de laboratoire ne concerne que l'alchimie puis la chimie.

## Équipement

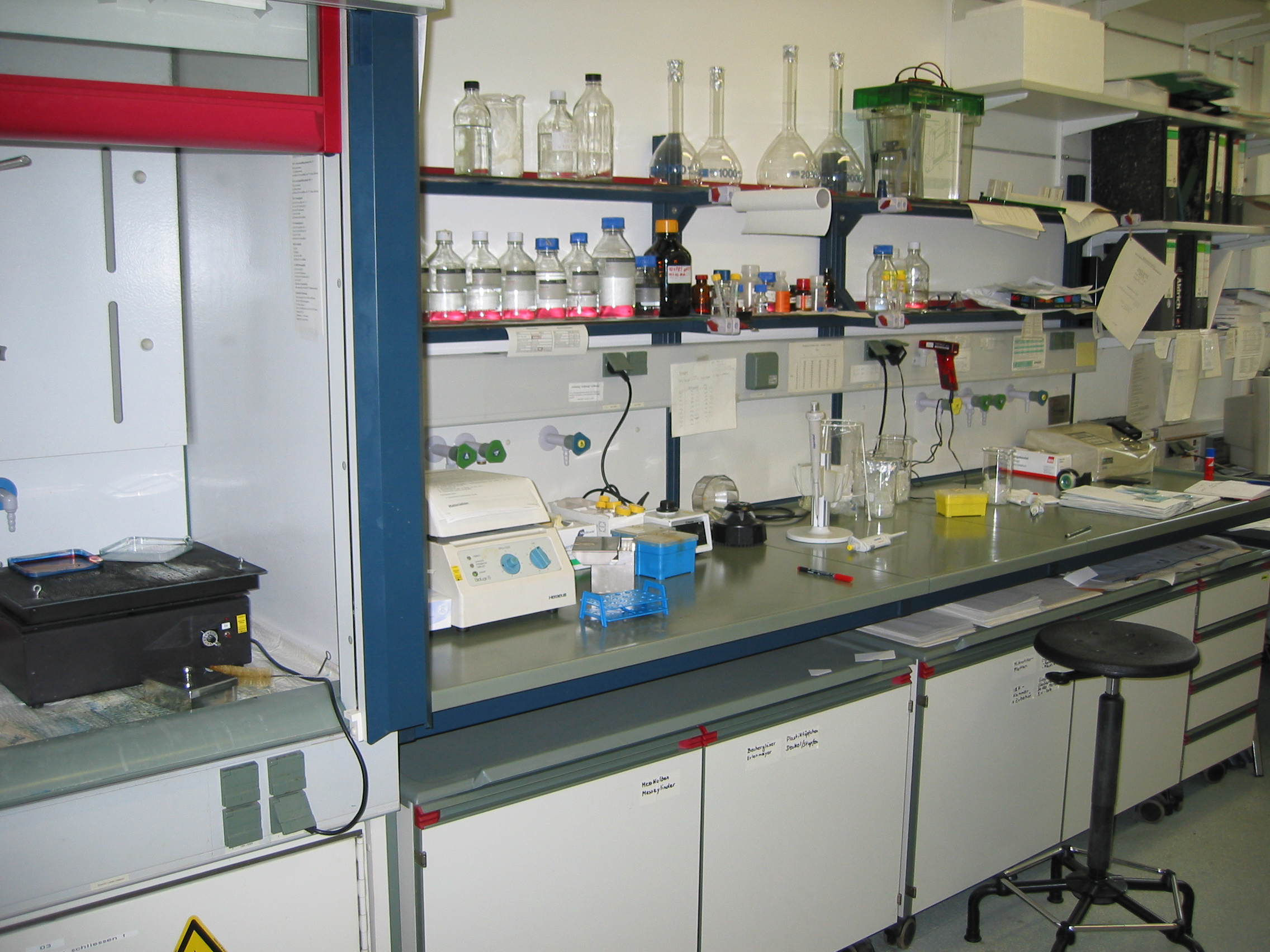
Un laboratoire à l'institut de biochimie de Cologne.

Tous les laboratoires partagent quelques équipements en commun, principalement les équipements de laboratoire, la verrerie et les appareils de caractérisation qui sont souvent coûteux.

Normalement, ils ont au moins une hotte de laboratoire où des produits chimiques toxiques et dangereux peuvent être manipulés sans risque.
Cela réduit, et généralement, élimine le risque d'inhalation des gaz toxiques produits par la réaction des produits chimiques. Les laboratoires ont habituellement un évier pour se laver les mains. Un extincteur y est installé, pour aider à éteindre un feu.
Il y a également un dispositif pour se rincer les yeux et une douche au cas où les produits chimiques couleraient sur les vêtements, la peau ou les yeux, sauf dans les laboratoires de technologie et de physique, où on n'utilise pas de verrerie, de hotte et de produits chimiques toxiques.
En annexe du laboratoire, il y a habituellement un ou des magasins où les produits chimiques secs et humides sont stockés et où l'on prépare tous les réactifs comme acides, bases, tampons, solutions titrées et d'où on distribue la verrerie, le petit matériel et les équipements de protection individuelle du personnel.
Dans un laboratoire de technologie ou de physique, ces salles annexes, en général, sont utilisées pour le stockage des équipements et comme atelier de réparation.
Souvent, un local est réservé à la purification des réactifs ou, dans le cas de la biochimie, à la stérilisation des équipements.
L'équipement et l'orientation d'un laboratoire dépendront finalement de son but. Les laboratoires d'université, et en général ceux d'analyse chimique ou biochimique contiennent de la verrerie en  grande quantité.
Comme équipements communs de laboratoire, on trouve les centrifugeuses pour séparer les solides des liquides, les spectrophotomètres pour mesurer l'absorbance d'un liquide à une longueur d’onde définie ou une couleur, des trompes à eau pour fournir l'aspiration, et des thermostats pour maintenir une température fixe et définie.
La pression dans les laboratoires de microbiologie est souvent légèrement inférieure à la pression atmosphérique afin d'éviter de disséminer des bactéries nocives dans l'environnement. L'air passe, en général, par un certain nombre de filtres et est expulsé de la salle.
Les laboratoires prévus pour traiter des séries d'échantillons, comme ceux destinés à l'analyse pour le milieu ambiant ou les analyses médicales, sont équipés d'appareils spécialisés automatisés conçus pour traiter beaucoup d'échantillons. La recherche et l'expérimentation ne sont pas une priorité dans ces laboratoires ; le but est de donner un résultat rapide et fiable.

## Travail en laboratoire
Les hôpitaux, les centres de recherche et de nombreuses entreprises sont équipés de laboratoires grâce auxquels ils réalisent des travaux de recherches ou d'analyses.
Ils utilisent des techniques empruntées à la biologie, la chimie et/ou la physique.

## Conditions ambiantes

### Température
La température ambiante normale est de 20 °C, avec quelques tolérances, dépendant du type d'expérience ou de mesure que l'on veut réaliser. Les variations de température à l'intérieur de l'intervalle de tolérance doivent être douces. Par exemple, dans le laboratoire de métrologie dimensionnelle, la variation de température doit être limitée à 2 °C/h (en étant dans l'intervalle de tolérance de 4 °C).

### Humidité
Normalement, il convient qu'elle soit faible parce qu'elle accélère l'oxydation des instruments métalliques. Néanmoins, on considère que l'humidité du laboratoire ne doit pas être inférieure à 50 %.

### Pression
Dans les laboratoires industriels, la pression doit être légèrement supérieure à la pression atmosphérique (25 Pa de plus), pour éviter l'entrée d'air lors de l'ouverture des portes d'accès. Dans le cas de laboratoires qui présentent des risques biologiques (manipulation d'agents infectieux), la situation doit être opposée, c'est-à-dire que l'air qui peut être contaminé ne doit pas pouvoir sortir du laboratoire ; dans ce cas, la pression de l'environnement doit être légèrement au-dessous de la pression atmosphérique.

### Réseau électrique
Les variations de tension dans le réseau doivent être évitées lors de mesures électriques. Ces variations de tension peuvent influencer les résultats des mesures.

### Poussière
Elle doit être contrôlée. Dans les laboratoires d'interférométrie, par exemple, la présence de poussière modifie le comportement de la lumière traversant l'air.

### Vibrations et bruit
En plus de déranger le personnel, le bruit et les vibrations peuvent influencer le résultat des mesures réalisées par des techniques mécaniques. C'est le cas de mesures faites avec les instruments qui mesurent les coordonnées par exemple.

## Sécurité en laboratoire

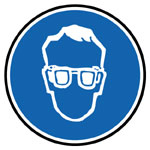
Pictogramme « Obligation du port de dispositif de protection des yeux ».

Bien que les problèmes de sécurité varient suivant chaque cas, la sécurité est toujours un point crucial.
Citons quelques bonnes pratiques :
- utiliser toujours des protections pour les yeux (exemples : lunettes de sécurité, masque) ;
- utiliser des gants ;
- utiliser éventuellement un tablier de protection ;
- éviter de respirer ou d'inhaler les produits chimiques ;
- laver les mains à grande eau et éventuellement avec du savon durant au moins 20 secondes après un contact avec un produit chimique ;
- ni boire ni manger dans un laboratoire ;
- lire et comprendre les modes opératoires et les pictogrammes avant de commencer n'importe quelle manipulation ;
- éliminer correctement les produits chimiques restant des opérations (l'évier n'est généralement pas l'endroit correct) ;
- s'assurer que la distribution de gaz soit coupée avant de quitter les locaux ;
- ne pas essayer d'entreprendre des expériences ou des manipulations à moins qu'un chimiste ou un scientifique qualifié ne soit présent.